# مارك ووترز
مارك ستيفن ووترز(mark waters) مواليد عام 1964 أمريكي الجنسية. مارك ووترز مخرج وكاتب سيناريو ومدير إنتاج. أفضل أفلامه الجمعة العجيبة (فيلم) 2003 أشباح صديقات الماضي 2009 أكاديمية مصاصي الدماء (فيلم)2014.

## روابط خارجية
- مارك ووترز على موقع IMDb (الإنجليزية)
- مارك ووترز على موقع ألو سيني (الفرنسية)
- مارك ووترز على موقع ميوزك برينز (الإنجليزية)
- مارك ووترز على موقع أول موفي (الإنجليزية)
- مارك ووترز على موقع بوكس أوفيس موجو (الإنجليزية)
- مارك ووترز على موقع قاعدة بيانات الأفلام السويدية (السويدية)
- مارك ووترز على موقع إن إن دي بي (الإنجليزية)
- مارك ووترز على موقع قاعدة بيانات الفيلم (الإنجليزية)
- مارك ووترز على موقع كينوبويسك (الروسية)